# Liste der Baudenkmäler in Swisttal
Die Liste der Baudenkmäler in Swisttal enthält die denkmalgeschützten Bauwerke auf dem Gebiet der Gemeinde Swisttal im Rhein-Sieg-Kreis in Nordrhein-Westfalen (Stand: September 2011). Diese Baudenkmäler sind in der Denkmalliste der Gemeinde Swisttal eingetragen; Grundlage für die Aufnahme ist das Denkmalschutzgesetz Nordrhein-Westfalen (DSchG NRW).

Hinweis: Die Nummerierung der Denkmäler wird für jeden Ortsteil separat, beginnend mit „1“ geführt. Der besseren Übersicht wurde der laufenden Nummer deshalb in kursiver Schrift der zugehörige Ortsteil vorangestellt.
| Bild                                              | Bezeichnung                                       | Lage                                                   | Beschreibung                       | Bauzeit                                                              | Eingetragen seit   | Denkmal- nummer         |
| ------------------------------------------------- | ------------------------------------------------- | ------------------------------------------------------ | ---------------------------------- | -------------------------------------------------------------------- | ------------------ | ----------------------- |
| weitere Bilder                                    | Grenzsteine                                       | Buschhoven Schmittstraße Karte                         |                                    |                                                                      | 28. März 1990      | Buschhoven Lfd. Nr. 2   |
| weitere Bilder                                    | Kriegerdenkmal                                    | Buschhoven Alte Poststraße Karte                       |                                    |                                                                      | 28. März 1990      | Buschhoven Lfd. Nr. 4   |
| weitere Bilder                                    | Wegekreuz                                         | Buschhoven Dietkirchenstraße, gegenüber Rosenhof Karte |                                    |                                                                      | 28. März 1990      | Buschhoven Lfd. Nr. 5   |
| weitere Bilder                                    | St. Katharina                                     | Buschhoven Karte                                       |                                    | 1968                                                                 | 28. Mai 1993       | Buschhoven Lfd. Nr. 6   |
| weitere Bilder                                    | Friedhof                                          | Buschhoven Wallfahrtsweg/Schulstraße Karte             |                                    |                                                                      | 28. März 1990      | Buschhoven Lfd. Nr. 7   |
|                                                   | Grabstein Meller                                  | Buschhoven Friedhof                                    |                                    |                                                                      | 18. Februar 1986   | Buschhoven Lfd. Nr. 8   |
| Hofanlage                                         | Hofanlage                                         | Buschhoven Alte Poststraße 80 Karte                    |                                    |                                                                      | 1. September 1993  | Buschhoven Lfd. Nr. 9   |
| weitere Bilder                                    | Fachwerkwohnhaus                                  | Buschhoven Alte Poststraße 78 Karte                    |                                    |                                                                      | 28. September 1993 | Buschhoven Lfd. Nr. 10  |
| BW                                                | Tagelöhnerhaus in Fachwerk                        | Buschhoven Alte Poststraße 76 Karte                    |                                    |                                                                      | 28. Februar 1991   | Buschhoven Lfd. Nr. 11  |
| weitere Bilder                                    | Hofanlage                                         | Buschhoven Alte Poststraße 74 Karte                    |                                    |                                                                      | 14. Dezember 1993  | Buschhoven Lfd. Nr. 12  |
| weitere Bilder                                    | eingeschossiges Fachwerkhaus                      | Buschhoven Alte Poststraße 66 Karte                    |                                    |                                                                      | 14. August 1990    | Buschhoven Lfd. Nr. 13  |
| weitere Bilder                                    | Fachwerkhaus                                      | Buschhoven Alte Poststraße 60 Karte                    |                                    |                                                                      | 28. Februar 1991   | Buschhoven Lfd. Nr. 14  |
| Hofanlage                                         | Hofanlage                                         | Buschhoven Am Burgweiher 14 Karte                      |                                    |                                                                      | 13. Mai 1998       | Buschhoven Lfd. Nr. 15  |
| weitere Bilder                                    | Wasserpumpe                                       | Buschhoven Schmittstraße/Alte Poststraße Karte         |                                    |                                                                      | 28. Februar 1991   | Buschhoven Lfd. Nr. 17  |
| Fachwerkhaus                                      | Fachwerkhaus                                      | Buschhoven Schmittstraße 19                            |                                    |                                                                      | 28. Februar 1991   | Buschhoven Lfd. Nr. 18  |
| weitere Bilder                                    | Evangelische Versöhnungskirche Buschhoven         | Buschhoven Dietkirchenstraße Karte                     |                                    | 1723, 1804                                                           | 7. November 1983   | Buschhoven Lfd. Nr. 20  |
| weitere Bilder                                    | Wegekreuz                                         | Buschhoven Schulstraße/Vogtstraße Karte                |                                    |                                                                      | 26. März 1985      | Buschhoven Lfd. Nr. 21  |
| weitere Bilder                                    | ehemaliges Pfarrhaus                              | Buschhoven Dietkirchenstraße 10 Karte                  |                                    |                                                                      | 14. August 1990    | Buschhoven Lfd. Nr. 22  |
| zweigeschossiger Backsteinbau                     | zweigeschossiger Backsteinbau                     | Buschhoven (Alte Schule) Vogtstraße 2 Karte            |                                    |                                                                      | 22. Dezember 1983  | Buschhoven Lfd. Nr. 23  |
| weitere Bilder                                    | 13 Grenzsteine                                    | Buschhoven Am Forsthaus Karte                          |                                    |                                                                      | 26. Juni 2007      | Buschhoven Lfd. Nr. 25  |
| weitere Bilder                                    | südöstlicher Teil eines Fachwerkhauses            | Buschhoven Dietkirchenstraße 26 Karte                  |                                    |                                                                      | 25. Januar 2008    | Buschhoven Lfd. Nr. 26  |
| weitere Bilder                                    | Alt St. Petrus und Paulus                         | Odendorf Orbachstraße (9) Karte                        |                                    |                                                                      | 6. Mai 1992        | Odendorf Lfd. Nr. 1     |
| weitere Bilder                                    | Zehnthaus                                         | Odendorf Am Zehnthof 1 Karte                           |                                    | 1726                                                                 | 14. August 1990    | Odendorf Lfd. Nr. 2     |
| weitere Bilder                                    | Alte Vikarie                                      | Odendorf Am Zehnthof 2 Karte                           |                                    | 1833                                                                 | 6. Mai 1992        | Odendorf Lfd. Nr. 3     |
| weitere Bilder                                    | Katholische Pfarrkirche St. Peter und Paul        | Odendorf Flamersheimer Straße / Am Zehnthof Karte      |                                    | 1901–1906                                                            | 6. Mai 1992        | Odendorf Lfd. Nr. 4     |
| Wegekreuz                                         | Wegekreuz                                         | Odendorf Flamersheimer Straße / Am Zehnthof Karte      |                                    |                                                                      | 22. Dezember 1987  | Odendorf Lfd. Nr. 5     |
| weitere Bilder                                    | Kriegerdenkmal                                    | Odendorf Flamersheimer Straße                          |                                    |                                                                      | 28. März 1990      | Odendorf Lfd. Nr. 6     |
| weitere Bilder                                    | Fachwerkständerbau                                | Odendorf Odinstraße 21 Karte                           | Im Juni 2024 abgebrochen           |                                                                      |                    | Odendorf Lfd. Nr. 9     |
| weitere Bilder                                    | Ehemaliges Schulgebäude                           | Odendorf Orbachstraße 3 Karte                          |                                    |                                                                      | 30. April 2001     | Odendorf Lfd. Nr. 10    |
| weitere Bilder                                    | Fachwerkständerbau                                | Odendorf Orbachstraße 11 Karte                         |                                    |                                                                      | 14. Dezember 1998  | Odendorf Lfd. Nr. 11    |
| weitere Bilder                                    | Fachwerkhof                                       | Odendorf Orbachstraße 20 Karte                         |                                    |                                                                      | 1. Oktober 1991    | Odendorf Lfd. Nr. 12    |
| weitere Bilder                                    | Burg Odendorf                                     | Odendorf Orbachstraße 24 Karte                         |                                    |                                                                      | 29. März 1985      | Odendorf Lfd. Nr. 13    |
| weitere Bilder                                    | Fachwerkhof                                       | Odendorf Orbachstraße 30 Karte                         |                                    |                                                                      | 14. November 2002  | Odendorf Lfd. Nr. 14    |
| Fachwerkständerbau                                | Fachwerkständerbau                                | Odendorf Orbachstraße 32 Karte                         |                                    |                                                                      | 10. April 2002     | Odendorf Lfd. Nr. 15    |
|                                                   | Grabkreuz                                         | Odendorf Orbachstraße                                  | Unbekannt                          |                                                                      | 17. Oktober 1990   | Odendorf Lfd. Nr. 17    |
| weitere Bilder                                    | Wegekreuz                                         | Odendorf Steinbachstraße/Schornbusch Karte             |                                    |                                                                      | 17. Oktober 1990   | Odendorf Lfd. Nr. 18    |
| Torbogen der Burg Odendorf                        | Torbogen der Burg Odendorf                        | Odendorf Orbachstraße 24                               |                                    |                                                                      | 29. April 1985     | Odendorf Lfd. Nr. 19    |
| Ehemaliges Schulgebäude                           | Ehemaliges Schulgebäude                           | Odendorf Orbachstraße 1 Karte                          |                                    |                                                                      | 30. August 1996    | Odendorf Lfd. Nr. 20    |
| weitere Bilder                                    | Schillingscapellen                                | Dünstekoven Karte                                      | ehemaliges Kloster                 |                                                                      | 12. Juni 1985      | Dünstekoven Lfd. Nr. 1  |
| weitere Bilder                                    | Katharinenkreuz                                   | Dünstekoven Waldstraße Karte                           |                                    |                                                                      | 17. Oktober 1990   | Dünstekoven Lfd. Nr. 2  |
| weitere Bilder                                    | Wegestock                                         | Dünstekoven Gabrielweg / L 163 Karte                   |                                    |                                                                      | 28. Februar 1991   | Dünstekoven Lfd. Nr. 3  |
| weitere Bilder                                    | Wegekreuz                                         | Dünstekoven Der unterste Acker Karte                   |                                    |                                                                      | 28. März 1990      | Dünstekoven Lfd. Nr. 4  |
| weitere Bilder                                    | Wegekreuz                                         | Dünstekoven Capellenstraße Karte                       |                                    |                                                                      | 28. März 1990      | Dünstekoven Lfd. Nr. 5  |
| weitere Bilder                                    | Kapelle St. Katharina                             | Dünstekoven Schillingsstraße Karte                     |                                    |                                                                      | 3. Dezember 1992   | Dünstekoven Lfd. Nr. 6  |
| weitere Bilder                                    | Hubertushof                                       | Dünstekoven Waldstraße 11 Karte                        | vierflügelige Hofanlage            | 1901                                                                 | 3. Dezember 1993   | Dünstekoven Lfd. Nr. 7  |
| weitere Bilder                                    | Hofanlage                                         | Dünstekoven Schillingsstraße 96 Karte                  |                                    |                                                                      | 24. November 2008  | Dünstekoven Lfd. Nr. 8  |
| weitere Bilder                                    | Kloster Maria Stern                               | Essig Karte                                            |                                    |                                                                      | 6. Mai 1992        | Essig Lfd. Nr. 1        |
| weitere Bilder                                    | Wasserpumpe                                       | Essig Sternstraße Karte                                |                                    |                                                                      | 17. März 1986      | Essig Lfd. Nr. 2        |
| weitere Bilder                                    | Kriegerdenkmal                                    | Essig Sternstraße Karte                                |                                    |                                                                      | 10. März 1986      | Essig Lfd. Nr. 3        |
| weitere Bilder                                    | Wegekreuz                                         | Essig B 56, B 266 / Sternstraße Karte                  |                                    |                                                                      | 28. März 1990      | Essig Lfd. Nr. 4        |
| Kloster Maria Stern (ehemalige Fachwerkhofanlage) | Kloster Maria Stern (ehemalige Fachwerkhofanlage) | Essig Karte                                            |                                    |                                                                      | 10. Juni 1992      | Essig Lfd. Nr. 5        |
| weitere Bilder                                    | Unterer Dützhof                                   | Heimerzheim Vorgebirgsstraße 99 Karte                  | Hofanlage                          |                                                                      | 6. Mai 1992        | Heimerzheim Lfd. Nr. 1  |
| weitere Bilder                                    | Oberer Dützhof                                    | Heimerzheim Vorgebirgsstraße 100 Karte                 | Hofanlage                          | Mitte 19. Jahrhundert                                                | 6. Juni 1992       | Heimerzheim Lfd. Nr. 2  |
| weitere Bilder                                    | Burg Heimerzheim                                  | Heimerzheim                                            |                                    |                                                                      | 11. Juni 1985      | Heimerzheim Lfd. Nr. 3  |
| weitere Bilder                                    | Wegekreuz                                         | Heimerzheim Schützenstraße (DRK) Karte                 |                                    | 1949                                                                 | 28. März 1990      | Heimerzheim Lfd. Nr. 4  |
| weitere Bilder                                    | Friedhof                                          | Heimerzheim Bornheimer Straße Karte                    |                                    |                                                                      | 28. März 1990      | Heimerzheim Lfd. Nr. 5  |
|                                                   | Metallkreuz                                       | Heimerzheim Friedhof                                   |                                    |                                                                      | 28. März 1990      | Heimerzheim Lfd. Nr. 6  |
| weitere Bilder                                    | Gedenkkreuz                                       | Heimerzheim Friedhof Karte                             |                                    |                                                                      | 28. März 1990      | Heimerzheim Lfd. Nr. 7  |
| weitere Bilder                                    | Grabkreuz (mit Corpus)                            | Heimerzheim Friedhof Karte                             |                                    |                                                                      | 28. März 1990      | Heimerzheim Lfd. Nr. 8  |
| weitere Bilder                                    | Minola-Stein                                      | Heimerzheim Friedhof Karte                             |                                    |                                                                      | 28. März 1990      | Heimerzheim Lfd. Nr. 9  |
| weitere Bilder                                    | Missionskreuz                                     | Heimerzheim Friedhof Karte                             |                                    |                                                                      | 28. März 1990      | Heimerzheim Lfd. Nr. 10 |
| weitere Bilder                                    | Fronhof (Apotheke)                                | Heimerzheim Frongasse 1 Karte                          | Fachwerkhaus                       |                                                                      | 20. Januar 1982    | Heimerzheim Lfd. Nr. 11 |
| weitere Bilder                                    |                                                   | Heimerzheim Kirchstraße 19 Karte                       | Hofanlage                          |                                                                      | 3. Dezember 1993   | Heimerzheim Lfd. Nr. 12 |
| weitere Bilder                                    | Katholische Pfarrkirche St. Kunibert              | Heimerzheim Kirchstraße/Bornheimer Straße Karte        | Architekt: Ernst Friedrich Zwirner | 1846–1847                                                            | 3. Dezember 1992   | Heimerzheim Lfd. Nr. 13 |
| Marienstatue in der katholischen Pfarrkirche      | Marienstatue in der katholischen Pfarrkirche      | Heimerzheim                                            |                                    |                                                                      | 3. Dezember 1992   | Heimerzheim Lfd. Nr. 14 |
| weitere Bilder                                    | Kriegerdenkmal                                    | Heimerzheim Kirchstraße                                |                                    |                                                                      | 3. Dezember 1992   | Heimerzheim Lfd. Nr. 15 |
| weitere Bilder                                    | Fachwerkhaus                                      | Heimerzheim Kirchstraße 20 Karte                       |                                    |                                                                      | 25. April 1996     | Heimerzheim Lfd. Nr. 16 |
| weitere Bilder                                    | Pfarrhaus                                         | Heimerzheim Kirchstraße 25 Karte                       |                                    |                                                                      | 3. Dezember 1992   | Heimerzheim Lfd. Nr. 18 |
| Grenzsteine                                       | Grenzsteine                                       | Heimerzheim Gottfried-Velten-Platz Karte               |                                    |                                                                      |                    | Heimerzheim Lfd. Nr. 19 |
| weitere Bilder                                    | Altes Kloster                                     | Heimerzheim Kölner Straße 23 Karte                     |                                    | um 1890                                                              | 18. Februar 1986   | Heimerzheim Lfd. Nr. 20 |
| weitere Bilder                                    | Fachwerkhaus                                      | Heimerzheim Pützgasse 41 Karte                         |                                    |                                                                      | 10. Juni 1991      | Heimerzheim Lfd. Nr. 21 |
| weitere Bilder                                    | Jüdischer Friedhof                                | Heimerzheim Dornbuschweg Karte                         |                                    | 1822–1968 (Belegung)                                                 | 14. August 1990    | Heimerzheim Lfd. Nr. 22 |
| weitere Bilder                                    | Fachwerkhaus, Hofanlage                           | Heimerzheim Bachstraße 21 Karte                        |                                    |                                                                      | 7. Mai 1993        | Heimerzheim Lfd. Nr. 23 |
| weitere Bilder                                    | Burg Kriegshoven                                  | Heimerzheim                                            |                                    | 16. Jahrhundert (Winkelbau), 1868–1869 (Ausbau zur Dreiflügelanlage) | 15. Dezember 1986  | Heimerzheim Lfd. Nr. 24 |
| weitere Bilder                                    | Denkmal (Ehrenmal)                                | Heimerzheim Schützenstraße 35 Karte                    |                                    |                                                                      | 14. August 1990    | Heimerzheim Lfd. Nr. 25 |
| weitere Bilder                                    | Gedenkkreuz                                       | Heimerzheim Kirchstraße/Ballengasse Karte              |                                    |                                                                      | 17. Oktober 1990   | Heimerzheim Lfd. Nr. 26 |
| weitere Bilder                                    | Zweigeschossiger Fachwerkständerbau               | Heimerzheim Vorgebirgsstraße 35 Karte                  |                                    |                                                                      | 13. Februar 1992   | Heimerzheim Lfd. Nr. 27 |
|                                                   | Ehemaliger Grabstein                              | Heimerzheim gelöscht! am (Langes Kreuz)                |                                    |                                                                      | 13. Juli 2010      | Heimerzheim Lfd. Nr. 28 |
| weitere Bilder                                    | Zweigeschossiges Wohnhaus                         | Heimerzheim Heckenweg 4 Karte                          |                                    |                                                                      | 22. Mai 2000       | Heimerzheim Lfd. Nr. 29 |
| weitere Bilder                                    | Fassade der ehemaligen Gaststätte Frings          | Heimerzheim Frongasse/Ecke Kölner Straße 50 Karte      |                                    |                                                                      | 31. August 2006    | Heimerzheim Lfd. Nr. 30 |
| weitere Bilder                                    | Wegekreuz                                         | Ludendorf Escher Straße Karte                          |                                    |                                                                      | 28. März 1990      | Ludendorf Lfd. Nr. 1    |
| weitere Bilder                                    | Wegekreuz (Metallkorpus)                          | Ludendorf Ollheimer Straße Karte                       |                                    |                                                                      | 28. März 1990      | Ludendorf Lfd. Nr. 2    |
| weitere Bilder                                    | Wegekreuz                                         | Ludendorf Ollheimer Straße Karte                       |                                    |                                                                      | 28. März 1990      | Ludendorf Lfd. Nr. 3    |
| weitere Bilder                                    | zweigeschossige Villa Altes Rathaus Ludendorf     | Ludendorf Rathausstraße 112 Karte                      |                                    |                                                                      | 1. September 1993  | Ludendorf Lfd. Nr. 4    |
| weitere Bilder                                    | Fachwerkhofanlage                                 | Ludendorf Ringstraße 7 Karte                           |                                    |                                                                      | 28. Mai 1993       | Ludendorf Lfd. Nr. 5    |
| Pastorat                                          | Pastorat                                          | Ludendorf Pastoratstraße 12 Karte                      |                                    |                                                                      | 31. Mai 1991       | Ludendorf Lfd. Nr. 6    |
| weitere Bilder                                    | Fachwerkhaus                                      | Ludendorf Ollheimer Straße 29 Karte                    |                                    |                                                                      | 17. Oktober 1990   | Ludendorf Lfd. Nr. 7    |
| weitere Bilder                                    | Pfarrkirche St. Petrus und Paulus                 | Ludendorf Karte                                        |                                    |                                                                      | 31. Mai 1991       | Ludendorf Lfd. Nr. 8    |
| weitere Bilder                                    | Wegekreuz                                         | Ludendorf Ringstraße/Ollheimer Straße Karte            |                                    | 1918                                                                 | 28. März 1990      | Ludendorf Lfd. Nr. 9    |
| weitere Bilder                                    | Kriegerdenkmal                                    | Ludendorf Ollheimer Straße Karte                       |                                    |                                                                      | 28. März 1990      | Ludendorf Lfd. Nr. 10   |
| weitere Bilder                                    | Wegekreuz                                         | Ludendorf Ringstraße Karte                             |                                    | 1830                                                                 | 28. März 1990      | Ludendorf Lfd. Nr. 11   |
| weitere Bilder                                    | Fachwerkhofanlage                                 | Ludendorf Ollheimer Straße 14 Karte                    |                                    |                                                                      | 27. August 2011    | Ludendorf Lfd. Nr. 12   |
| weitere Bilder                                    | Schloss Miel                                      | Miel Karte                                             |                                    |                                                                      | 26. April 1991     | Miel Lfd. Nr. 1         |
| weitere Bilder                                    | Grabkreuz                                         | Miel Rheinbacher Straße/Heidgesweg Karte               |                                    |                                                                      | 28. März 1990      | Miel Lfd. Nr. 2         |
| weitere Bilder                                    | Wegestock                                         | Miel Rheinbacher Straße                                |                                    |                                                                      | 28. März 1990      | Miel Lfd. Nr. 3         |
| Friedhof                                          | Friedhof                                          | Miel Karte                                             |                                    |                                                                      | 28. März 1990      | Miel Lfd. Nr. 4         |
|                                                   | Fachwerkhofanlage                                 | Miel Rheinbacher Straße 4                              | Kein Fachwerkhof an der Adresse    |                                                                      | 28. Mai 1993       | Miel Lfd. Nr. 5         |
| weitere Bilder                                    | Kriegerdenkmal                                    | Miel Rheinbacher Straße / Bonner Straße Karte          |                                    | 1911 (Kreuz)                                                         | 28. März 1990      | Miel Lfd. Nr. 6         |
| weitere Bilder                                    | Wegekreuz                                         | Miel Bonner Straße/Privatweg Karte                     |                                    |                                                                      | 25. April 1991     | Miel Lfd. Nr. 7         |
| weitere Bilder                                    | Grabkreuz                                         | Miel Bonner Straße/Küpperweg Karte                     |                                    |                                                                      | 28. März 1990      | Miel Lfd. Nr. 8         |
| BW                                                | Saal                                              | Miel Bonner Straße 16 Karte                            |                                    |                                                                      | 5. März 1996       | Miel Lfd. Nr. 9         |
| weitere Bilder                                    | Pfarrkirche St. Georg                             | Miel Rheinbacher Straße Karte                          |                                    |                                                                      | 31. Mai 1991       | Miel Lfd. Nr. 10        |
| weitere Bilder                                    | ehemalige Hofanlage                               | Miel Bonner Straße 23 Karte                            |                                    |                                                                      | 3. Juli 1981       | Miel Lfd. Nr. 11        |
| Pfarrhaus/Schule                                  | Pfarrhaus/Schule                                  | Miel Weiherstraße/Rheinbacher Straße 2 Karte           | ehemalige Grundschule              | 1831–1834                                                            | 31. Mai 1991       | Miel Lfd. Nr. 12        |
| weitere Bilder                                    | Erinnerungskreuz                                  | Miel Maigasse / Kirchfeld Karte                        |                                    |                                                                      | 28. März 1990      | Miel Lfd. Nr. 13        |
| weitere Bilder                                    | Grabkreuz                                         | Miel Kirchfeld / Maigasse Karte                        |                                    |                                                                      | 28. März 1990      | Miel Lfd. Nr. 14        |
|                                                   | Gusseiserne Grabkreuze                            | Miel (Dr. Jahn)                                        |                                    |                                                                      | 19. Mai 1987       | Miel Lfd. Nr. 15        |
| Preußischer Meilenstein                           | Preußischer Meilenstein                           | Miel                                                   |                                    |                                                                      | 21. November 1988  | Miel Lfd. Nr. 16        |
| Burg Morenhoven                                   | Burg Morenhoven                                   | Morenhoven Karte                                       | Wasserburg                         |                                                                      | 21. Dezember 1984  | Morenhoven Lfd. Nr. 1   |
|                                                   | Alte Mühle                                        | Morenhoven Burgstraße 51, Burg Morenhoven              |                                    |                                                                      | 21. Dezember 1984  | Morenhoven Lfd. Nr. 2   |
| weitere Bilder                                    | Hofanlage                                         | Morenhoven Hauptstraße 139 Karte                       |                                    |                                                                      | 3. Dezember 1993   | Morenhoven Lfd. Nr. 3   |
| weitere Bilder                                    | Herrenhof                                         | Morenhoven Hauptstraße 174 Karte                       |                                    |                                                                      | 31. Mai 1991       | Morenhoven Lfd. Nr. 4   |
| weitere Bilder                                    | Fachwerkhofanlage                                 | Morenhoven Hauptstraße 175 Karte                       |                                    |                                                                      | 31. Mai 1991       | Morenhoven Lfd. Nr. 5   |
| weitere Bilder                                    | Grabkreuz                                         | Morenhoven Eichenstraße 5 Karte                        |                                    |                                                                      | 31. Mai 1991       | Morenhoven Lfd. Nr. 6   |
| weitere Bilder                                    | ehemalige Vikarie                                 | Morenhoven Swiststraße 82 Karte                        |                                    |                                                                      | 28. Mai 1993       | Morenhoven Lfd. Nr. 8   |
| Fachwerkhofanlage                                 | Fachwerkhofanlage                                 | Morenhoven Hauptstraße 117 Karte                       |                                    |                                                                      | 7. Mai 1993        | Morenhoven Lfd. Nr. 9   |
| weitere Bilder                                    | Wegekreuz                                         | Morenhoven Swiststraße/Hauptstraße Karte               |                                    |                                                                      | 28. März 1990      | Morenhoven Lfd. Nr. 10  |
| weitere Bilder                                    | Wegekreuz                                         | Morenhoven Burgstraße Karte                            |                                    | 1875                                                                 | 10. Februar 1995   | Morenhoven Lfd. Nr. 11  |
| weitere Bilder                                    | Katholische Pfarrkirche St. Nikolaus              | Morenhoven Karte                                       |                                    |                                                                      | 28. Mai 1993       | Morenhoven Lfd. Nr. 13  |
| weitere Bilder                                    | Fachwerkhofanlage                                 | Morenhoven Hauptstraße 135 Karte                       |                                    |                                                                      | 12. November 1981  | Morenhoven Lfd. Nr. 14  |
| weitere Bilder                                    | Fachwerkhofanlage                                 | Morenhoven Swiststraße 99 Karte                        |                                    |                                                                      | 7. Mai 1993        | Morenhoven Lfd. Nr. 15  |
| Fachwerkhofanlage                                 | Fachwerkhofanlage                                 | Morenhoven Hauptstraße 59 Karte                        |                                    |                                                                      | 16. Juni 1993      | Morenhoven Lfd. Nr. 16  |
| BW                                                | Saal                                              | Morenhoven Swiststraße 98 Karte                        |                                    |                                                                      | 18. Juli 1994      | Morenhoven Lfd. Nr. 17  |
| weitere Bilder                                    | Siershof                                          | Morenhoven Vivatsgasse 7 Karte                         |                                    |                                                                      | 31. Mai 1991       | Morenhoven Lfd. Nr. 18  |
| weitere Bilder                                    | Kriegerdenkmal                                    | Morenhoven Vivatsgasse Karte                           |                                    |                                                                      | 14. August 1990    | Morenhoven Lfd. Nr. 19  |
| weitere Bilder                                    | Haus Müttinghoven                                 | Morenhoven Karte                                       |                                    |                                                                      | 4. Juni 1992       | Morenhoven Lfd. Nr. 22  |
| weitere Bilder                                    | Gedenkkreuz aus Gusseisen sogen. Schäferkreuz     | Morenhoven Karte                                       |                                    |                                                                      | 18. Februar 1986   | Morenhoven Lfd. Nr. 23  |
| weitere Bilder                                    | Friedhof                                          | Ollheim Karte                                          |                                    |                                                                      | 28. März 1990      | Ollheim Lfd. Nr. 1      |
| weitere Bilder                                    | Wegekreuz                                         | Ollheim Ludendorfer Straße/Mühlenstraße Karte          |                                    |                                                                      | 28. März 1990      | Ollheim Lfd. Nr. 2      |
| weitere Bilder                                    | Wegekreuz                                         | Ollheim Breite Straße / Ludendorfer Straße Karte       |                                    |                                                                      | 28. März 1990      | Ollheim Lfd. Nr. 3      |
| weitere Bilder                                    | Haus Derkum                                       | Ollheim Mühlenstraße 28 Karte                          |                                    |                                                                      | 23. März 1983      | Ollheim Lfd. Nr. 4      |
| weitere Bilder                                    | Gut Vershoven                                     | Ollheim Gut Vershoven Karte                            |                                    |                                                                      | 18. März 1994      | Ollheim Lfd. Nr. 5      |
| weitere Bilder                                    | Marienkapelle                                     | Ollheim Mömerzheim Karte                               |                                    |                                                                      | 7. Mai 1993        | Ollheim Lfd. Nr. 6      |
| weitere Bilder                                    | Fachwerkhaus                                      | Ollheim Dr.- Ströder-Straße 22 Karte                   |                                    |                                                                      | 7. Mai 1993        | Ollheim Lfd. Nr. 7      |
| weitere Bilder                                    | Ehemalige Schmiede u. Notstall                    | Ollheim Mühlenstraße 35 Karte                          |                                    |                                                                      | 28. Juni 1982      | Ollheim Lfd. Nr. 8      |
| weitere Bilder                                    | Fachwerkstockwerksbau                             | Ollheim Klein Ollheim 16 Karte                         |                                    |                                                                      | 12. Februar 1993   | Ollheim Lfd. Nr. 9      |
| weitere Bilder                                    | Fachwerkständerbau                                | Ollheim Klein Ollheim 8 Karte                          |                                    |                                                                      | 1. Oktober 1987    | Ollheim Lfd. Nr. 10     |
| weitere Bilder                                    | Hofanlage                                         | Ollheim Breite Straße 34 Karte                         |                                    |                                                                      | 6. Oktober 1988    | Ollheim Lfd. Nr. 11     |
| weitere Bilder                                    | Fachwerkhofanlage                                 | Ollheim Breite Straße 5 Karte                          |                                    |                                                                      | 31. Mai 1991       | Ollheim Lfd. Nr. 12     |
| weitere Bilder                                    | Katholische Pfarrkirche St. Martin                | Ollheim Karte                                          |                                    | um 1906/1907                                                         | 7. Mai 1993        | Ollheim Lfd. Nr. 13     |
| weitere Bilder                                    | Fachwerkbau                                       | Ollheim Mühlenstraße 36 Karte                          |                                    |                                                                      | 7. Mai 1993        | Ollheim Lfd. Nr. 14     |
| weitere Bilder                                    | Hofanlage                                         | Ollheim Klein Ollheim 5 Karte                          |                                    |                                                                      | 7. Mai 1981        | Ollheim Lfd. Nr. 15     |
| weitere Bilder                                    | Fachwerkwinkelbau                                 | Ollheim Breite Straße 22 Karte                         |                                    |                                                                      | 7. Mai 1993        | Ollheim Lfd. Nr. 16     |
| weitere Bilder                                    | Fachwerkständerbau                                | Ollheim Breite Straße 16 Karte                         |                                    |                                                                      | 7. Mai 1993        | Ollheim Lfd. Nr. 17     |
| Fachwerkhof                                       | Fachwerkhof                                       | Ollheim Klein Ollheim 11 Karte                         |                                    |                                                                      | 25. Februar 1994   | Ollheim Lfd. Nr. 18     |
| weitere Bilder                                    | Hofanlage                                         | Ollheim Klein Ollheim 9 Karte                          |                                    |                                                                      | 25. Februar 1994   | Ollheim Lfd. Nr. 19     |
| weitere Bilder                                    | zweigeschossiger Putzbau                          | Ollheim An der Kirche 93 Karte                         |                                    |                                                                      | 7. Mai 1993        | Ollheim Lfd. Nr. 21     |
| weitere Bilder                                    | Pfarrhaus mit Pfarrscheune                        | Ollheim Breite Straße 3 Karte                          |                                    |                                                                      | 7. Mai 1993        | Ollheim Lfd. Nr. 22     |
| weitere Bilder                                    | Wegekreuz                                         | Ollheim Breite Straße 45 Karte                         |                                    | 1855                                                                 | 28. März 1990      | Ollheim Lfd. Nr. 23     |
| weitere Bilder                                    | Wasserpumpe                                       | Ollheim Breite Straße/Mühlenstraße Karte               |                                    | 1794                                                                 | 14. August 1990    | Ollheim Lfd. Nr. 24     |
| BW                                                | Gehöft                                            | Ollheim Klein Ollheim 7 Karte                          |                                    |                                                                      | 31. Mai 1991       | Ollheim Lfd. Nr. 25     |
| weitere Bilder                                    | Wegestock                                         | Ollheim Vershover Wiesen Karte                         |                                    |                                                                      | 31. Mai 1991       | Ollheim Lfd. Nr. 26     |
| weitere Bilder                                    | Wegekreuz                                         | Straßfeld Kreuzstraße/Trierer Straße Karte             |                                    |                                                                      | 28. März 1990      | Straßfeld Lfd. Nr. 1    |
| weitere Bilder                                    | Wegekreuz                                         | Straßfeld Kitzstraße / Bruchgraben Karte               |                                    |                                                                      | 28. März 1990      | Straßfeld Lfd. Nr. 2    |
| ehemalige Fachwerkkate                            | ehemalige Fachwerkkate                            | Strassfeld Trierer Straße 36 Karte                     |                                    |                                                                      | 17. November 1995  | Straßfeld Lfd. Nr. 3    |
| weitere Bilder                                    | Friedhof                                          | Straßfeld Antoniusstraße Karte                         |                                    |                                                                      | 28. März 1990      | Straßfeld Lfd. Nr. 4    |
| Pastorat                                          | Pastorat                                          | Straßfeld Antoniusstraße 18 Karte                      |                                    |                                                                      | 1. September 1993  | Straßfeld Lfd. Nr. 5    |
| weitere Bilder                                    | Katholische Pfarrkirche                           | Straßfeld St. Antonius Karte                           |                                    |                                                                      | 28. Mai 1993       | Straßfeld Lfd. Nr. 6    |
| Marienkapelle                                     | Marienkapelle                                     | Straßfeld Zur Heide Karte                              |                                    |                                                                      | 1. September 1993  | Straßfeld Lfd. Nr. 7    |
| weitere Bilder                                    | Hofanlage                                         | Straßfeld Trierer Straße 22 Karte                      |                                    |                                                                      | 16. Juni 1993      | Straßfeld Lfd. Nr. 8    |
| weitere Bilder                                    | Hofanlage                                         | Straßfeld Kitzstraße 3 Karte                           |                                    |                                                                      | 31. Mai 1991       | Straßfeld Lfd. Nr. 9    |